# アレッサンドロ・アルガルディ
アレッサンドロ・アルガルディ（Alessandro Algardi、 1598年7月31日－1654年6月10日）はイタリアの建築家・彫刻家。

## 略歴
ボローニャに生まれた。ボローニャ派の画家、ルドヴィコ・カラッチらに学んだとされる。1608年からマントヴァ公、フェルディナンド1世に仕えた。ヴェネツィアに短期間滞在した後、1625年にローマに移り定住した。ローマの彫刻家、ジャン・ロレンツォ・ベルニーニ（1598-1680）と競った。建築家としての名声は教皇インノケンティウス10世のローマの別荘、ドーリア・パンフィーリ邸（Villa Doria Pamphilj）によるもので、この建物をジョヴァンニ・フランチェスコ・グリマルディ（Giovanni Francesco Grimaldi:1606-1680）とともに設計した。
1640年にローマの美術アカデミー、アカデミア・ディ・サン・ルカの1年任期の会長になった。
1654年にローマで亡くなった。

## ギャラリー

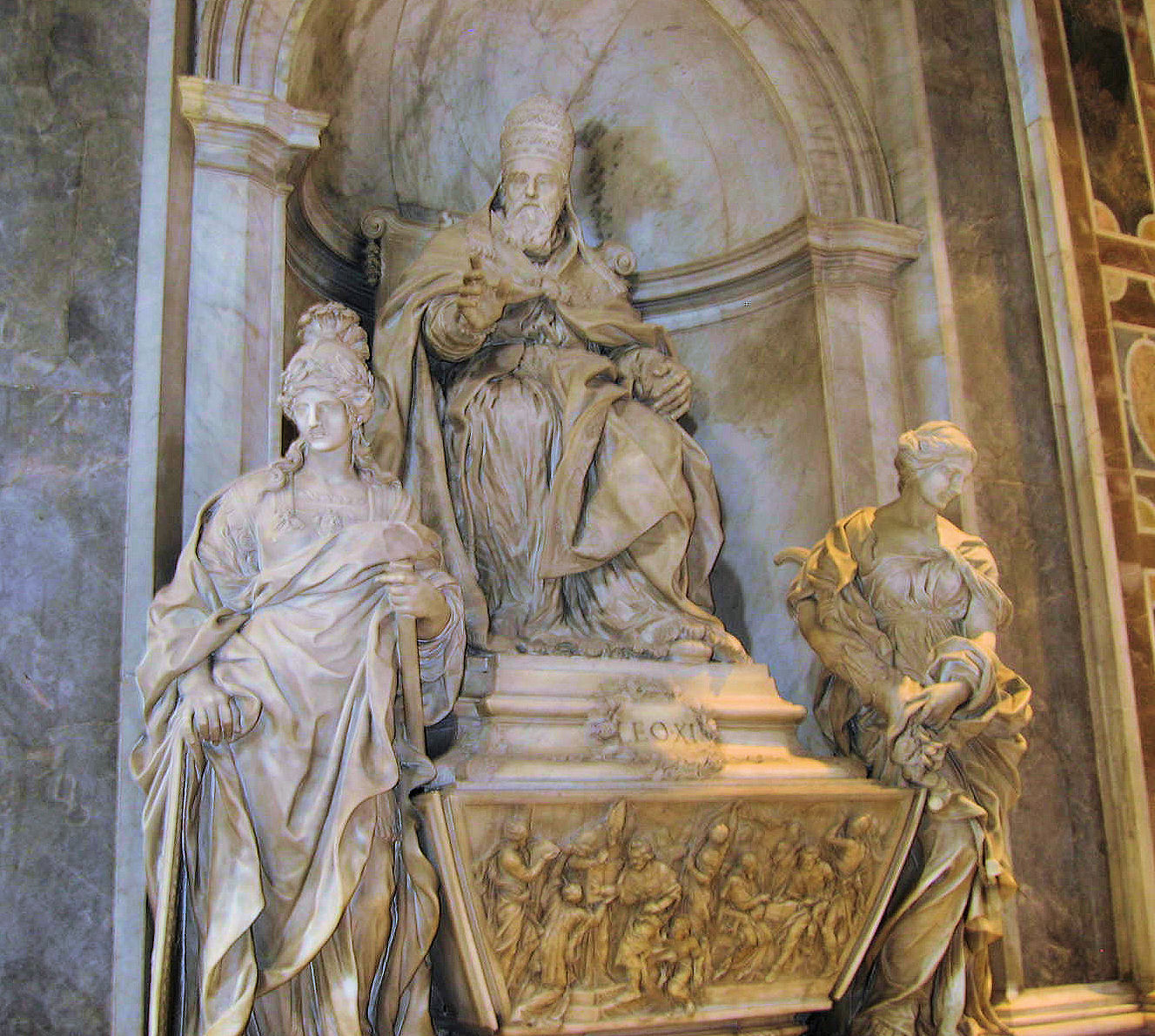
Tomb of Leo XI
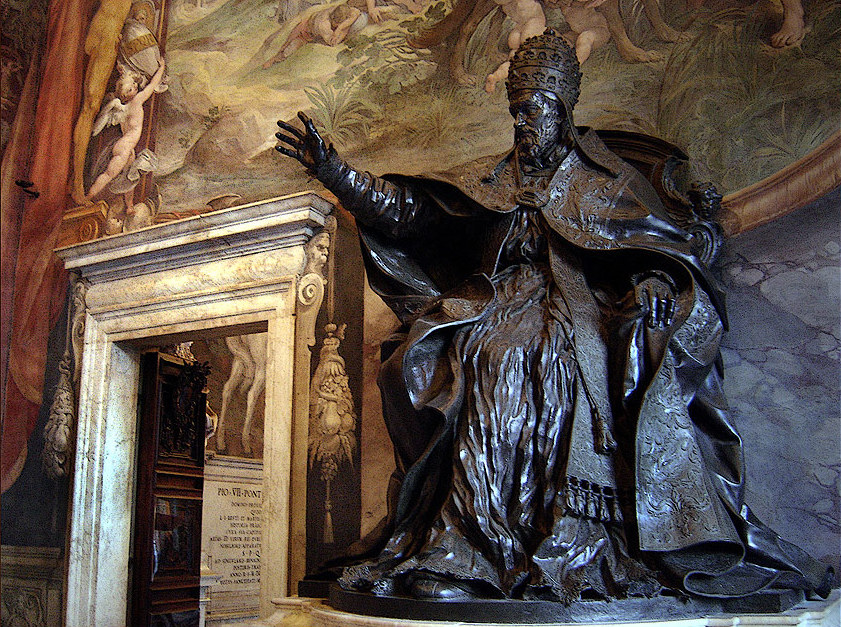
ローマ教皇インノケンティウス10世(Pope Innocent X), カピトリーノ美術館
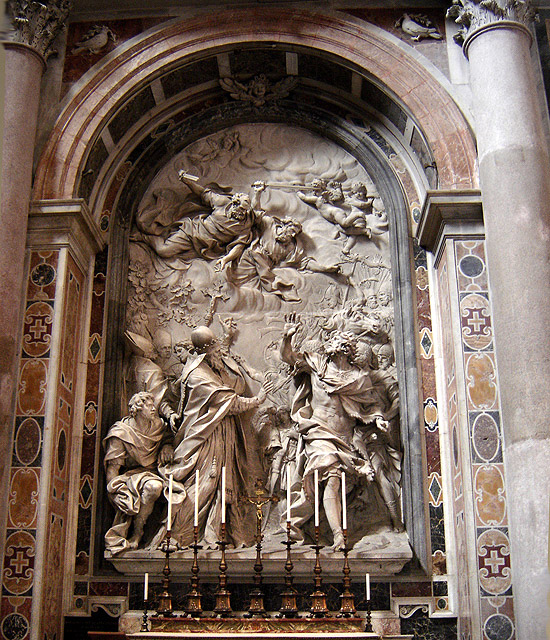
Fuga d'Attila, サン・ピエトロ大聖堂(St. Peter's Basilica)
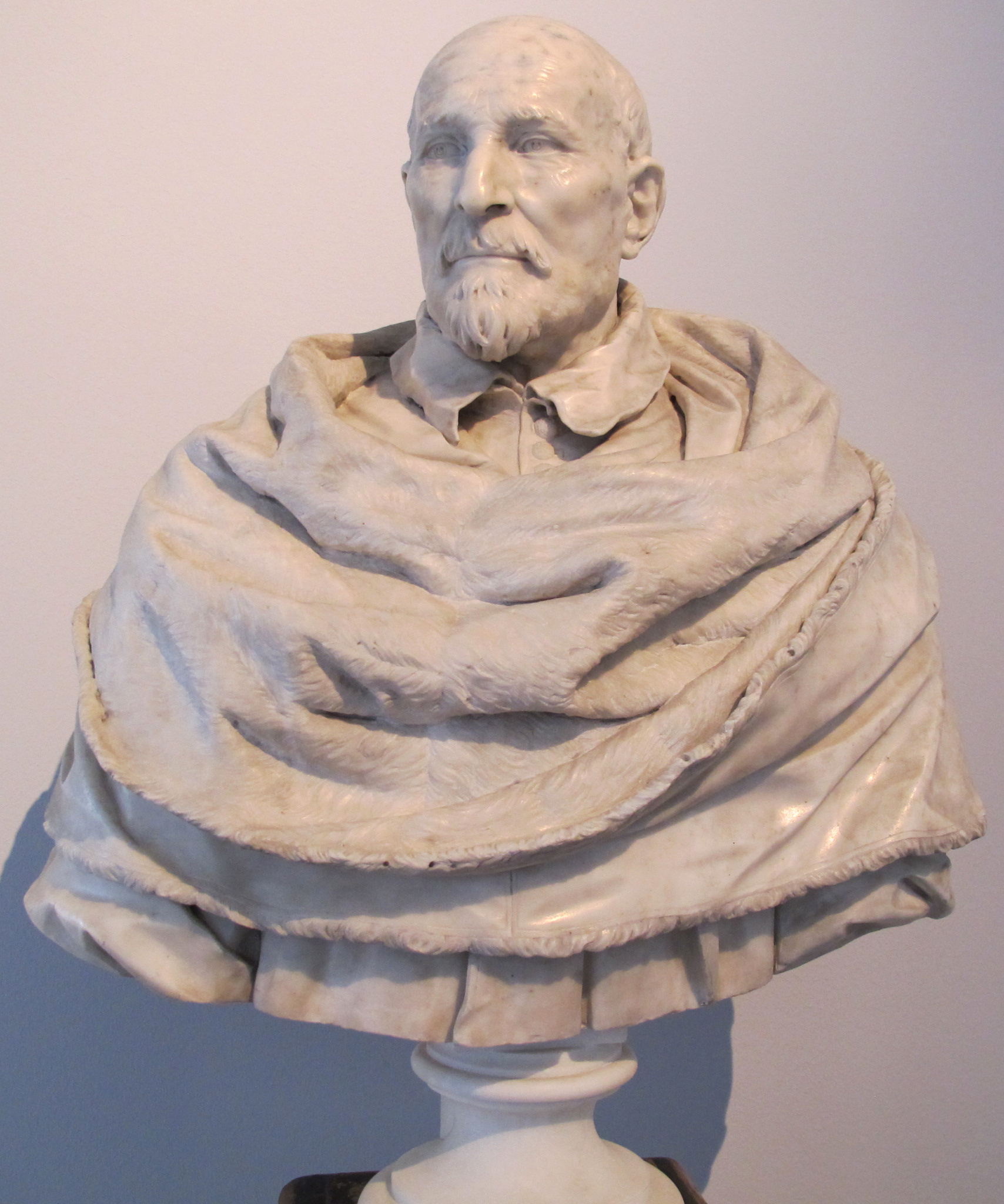
A Gentleman
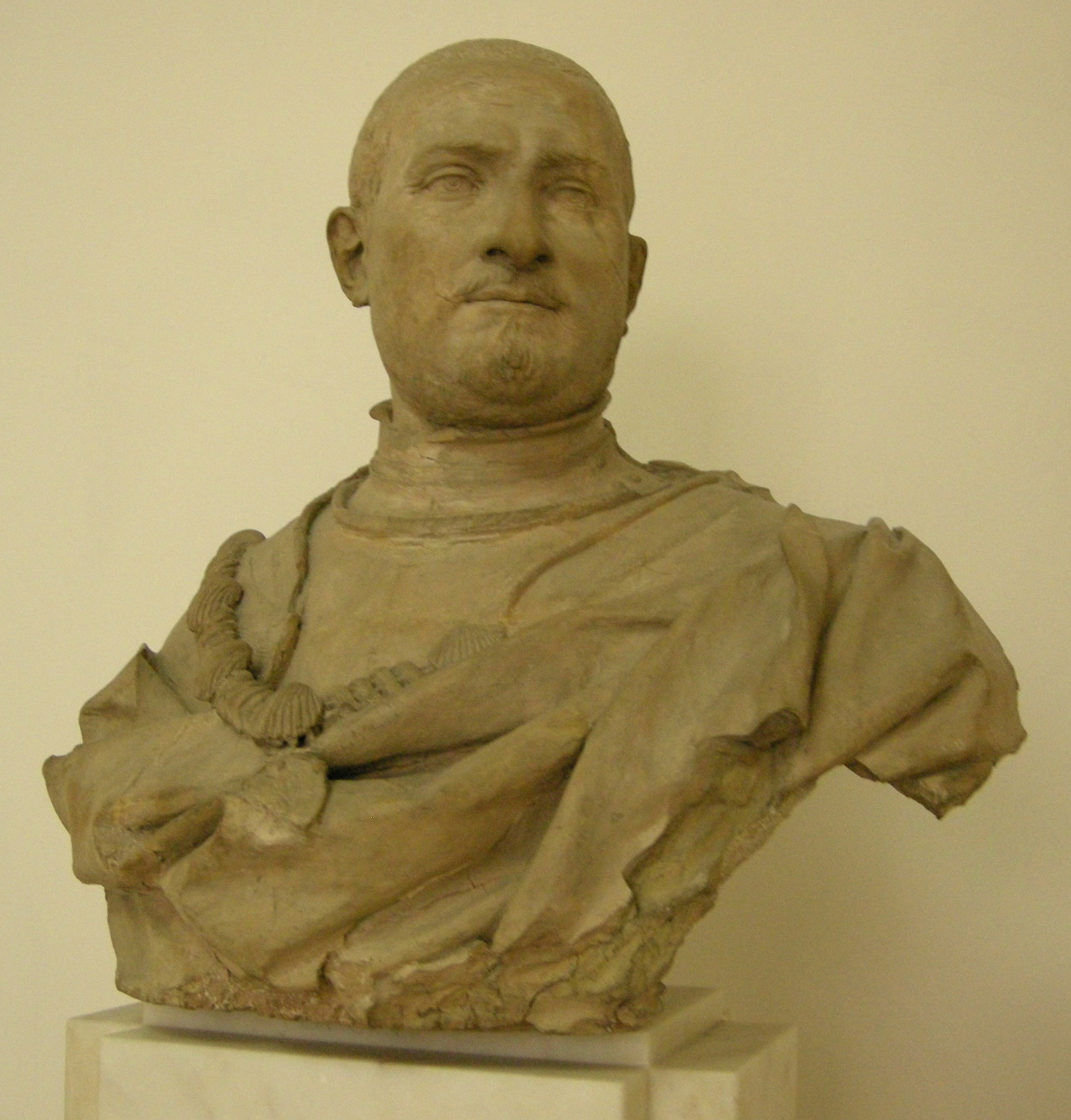
Maurizio Frangipane, Pinacoteca Nazionale di Bologna
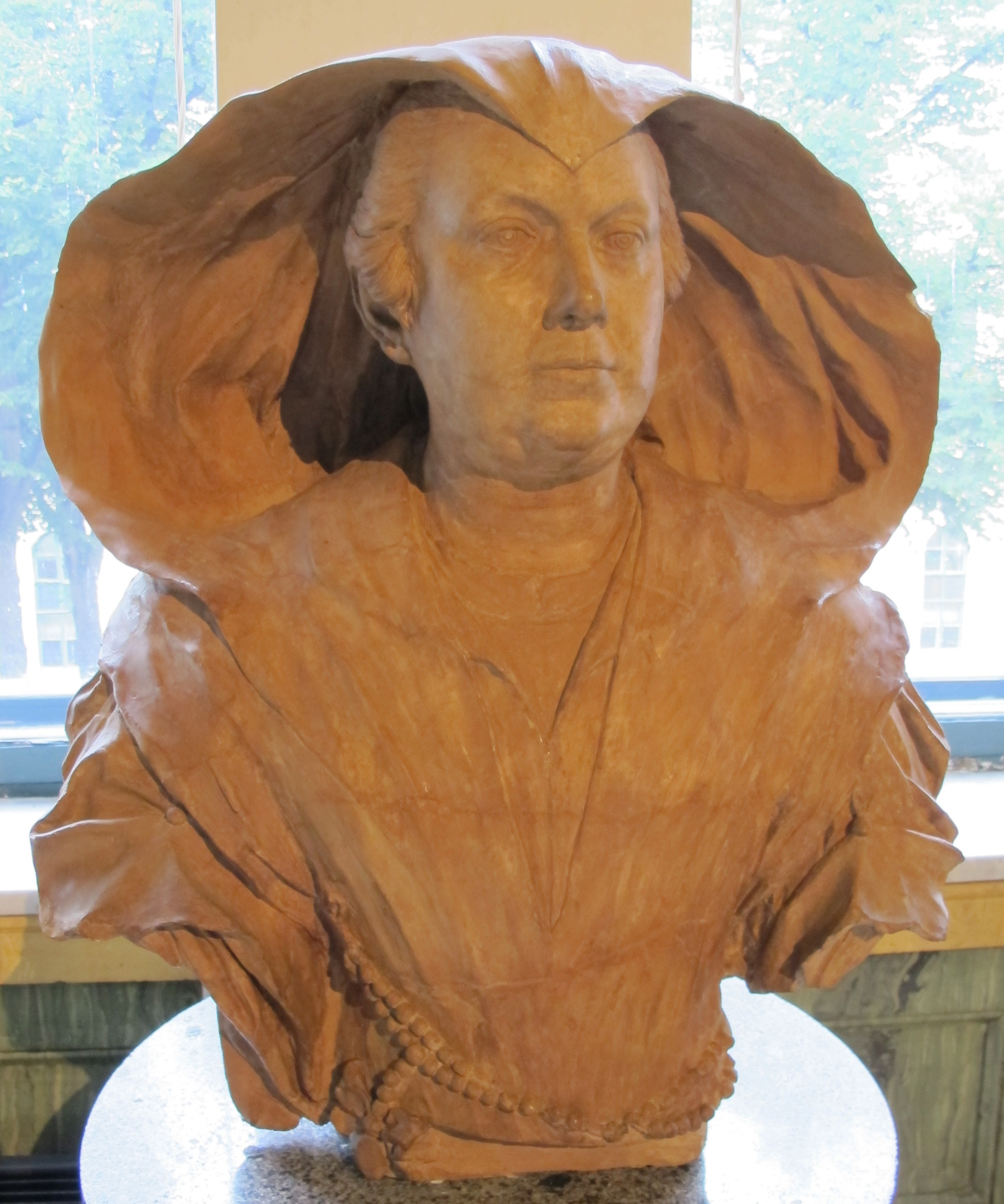
オリンピア・マイダルキーニ
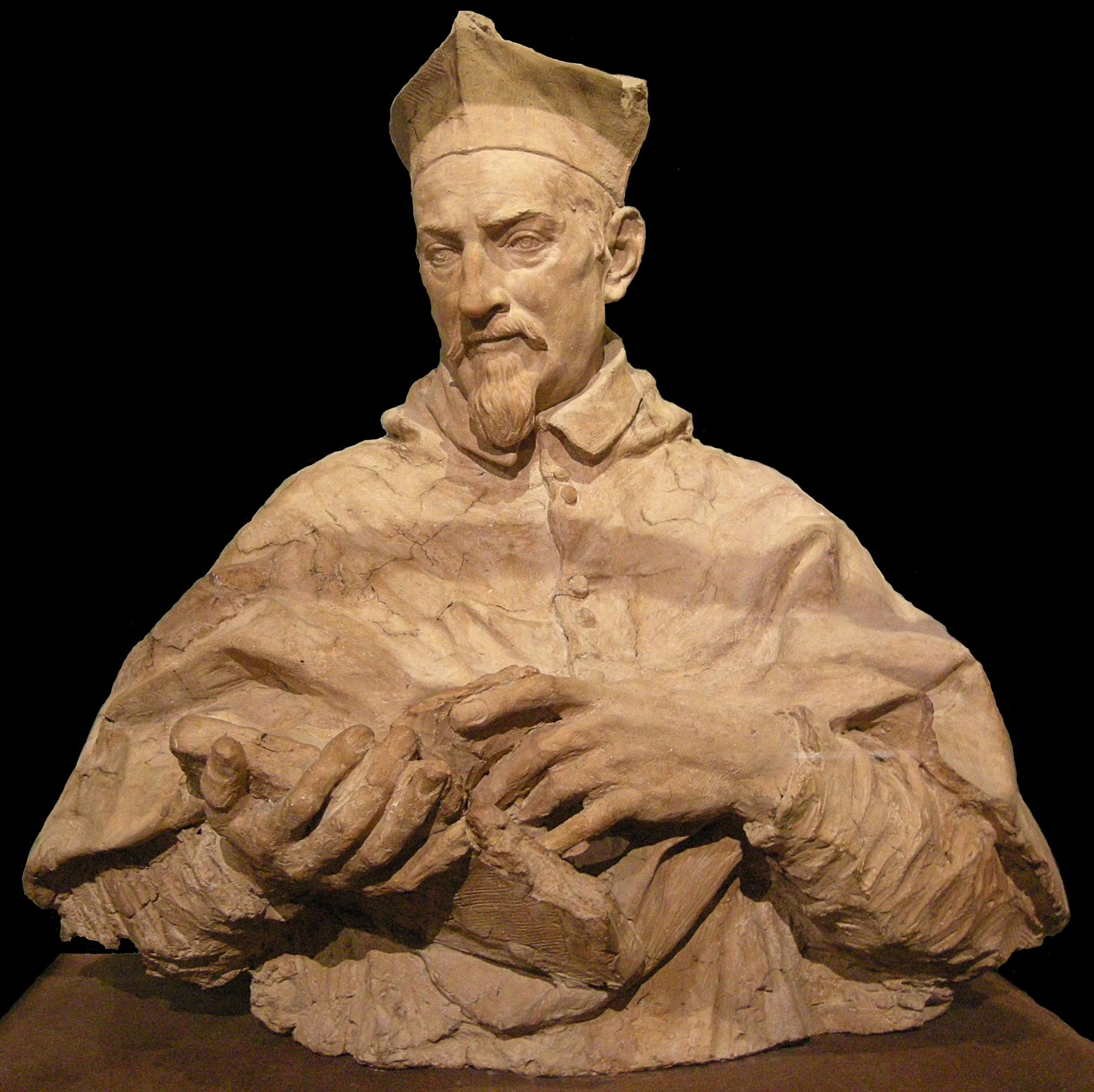
Cardinal Paolo Emilio Zacchia
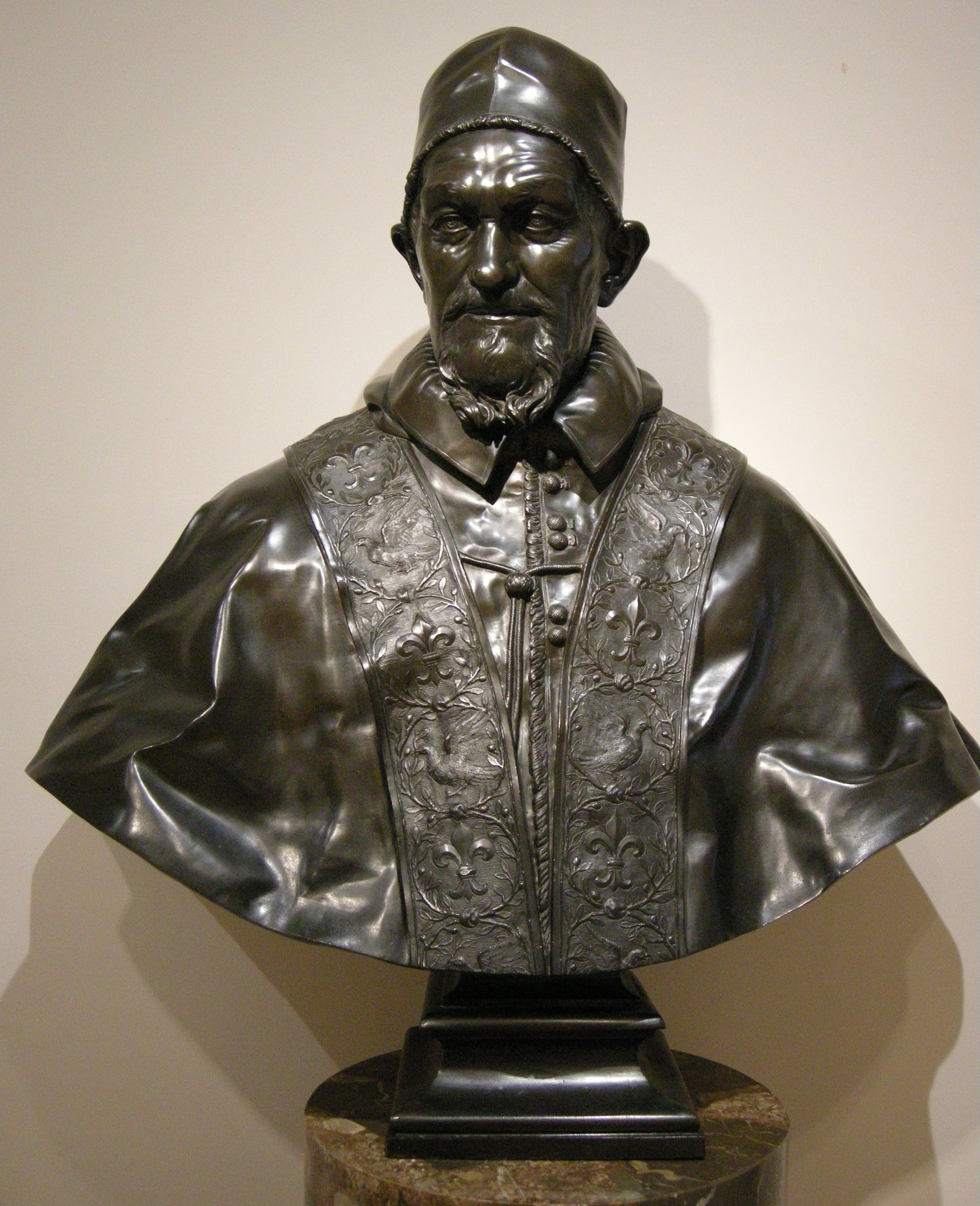
ローマ教皇インノケンティウス10世
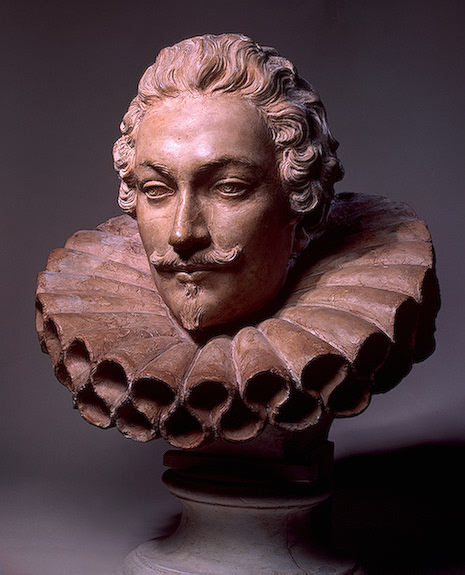
Camillo Pamphili, エルミタージュ美術館
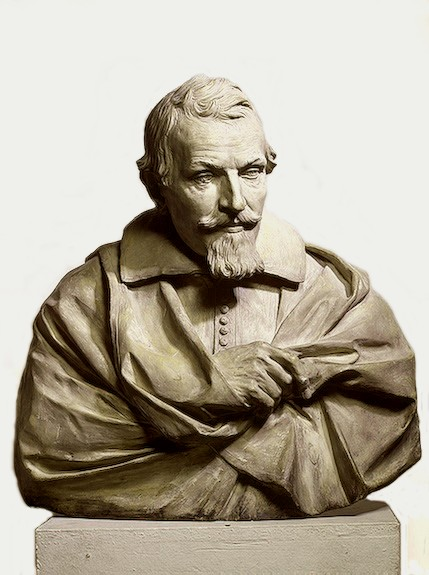
Gasparo Molo